# Eleições legislativas regionais na Madeira em 2025
As eleições legislativas regionais na Madeira em 2025, também designadas por eleições para a Assembleia Legislativa da Região Autónoma da Madeira, realizaram-se a 23 de março de 2025, sendo antecipadas em mais de três anos face ao término normal da legislatura, que apenas deveria ocorrer em 2028. A data foi definida pelo presidente Marcelo Rebelo de Sousa a 17 de janeiro de 2025, na sequência da dissolução da Assembleia Legislativa da Madeira, que foi decretada pelo Presidente da República na sequência da aprovação pela Assembleia Legislativa da Madeira de uma moção de censura ao Governo minoritário do PSD, chefiado por Miguel Albuquerque.
Concorrem a estas eleições catorze candidaturas, que incluem duas coligações.
O período oficial de campanha foi fixado entre os dias 9 e 21 de março de 2025.

## Sistema eleitoral
Os atuais 47 deputados do parlamento regional madeirense são eleitos num círculo eleitoral único por representação proporcional segundo o método D'Hondt, coincidindo com o território da região.

## Partidos

### Composição atual
A tabela abaixo lista os partidos representados na Assembleia Legislativa da Madeira antes das eleições:
| Partidos | Partidos                 | Partidos | Cabeça de lista       | Ideologia                                                      | Espectro                |
| -------- | ------------------------ | -------- | --------------------- | -------------------------------------------------------------- | ----------------------- |
|          | Partido Social Democrata | PPD/PSD  | Miguel Albuquerque    | Liberalismo clássico Conservadorismo liberal Social-democracia | Centro / Centro-direita |
|          | Partido Socialista       | PS       | Paulo Cafôfo          | Socialismo                                                     | Centro-esquerda         |
|          | Juntos Pelo Povo         | JPP      | Élvio Sousa           | Liberalismo social Regionalismo                                | Centro/Centro-esquerda  |
|          | Chega                    | CH       | Miguel Castro         | Direita radical Populismo de direita Conservadorismo nacional  | Direita/Extrema-direita |
|          | CDS – Partido Popular    | CDS-PP   | José Manuel Rodrigues | Democracia cristã Conservadorismo                              | Centro-direita/Direita  |
|          | Iniciativa Liberal       | IL       | Gonçalo Maia Camelo   | Liberalismo clássico Liberalismo económico Liberalismo social  | Centro-direita          |
|          | Pessoas–Animais–Natureza | PAN      | Mónica Freitas        | Direitos dos animais Ambientalismo                             | Centro-esquerda         |

### Partidos a concorrer (por ordem alfabética)
A tabela abaixo lista todos os partidos e coligações a concorrer à Assembleia Legislativa da Madeira em 2025:
| Partidos | Partidos                                                                                    | Partidos    | Cabeça de lista       | Ideologia                                     | Espectro                 | Slogan                            |
| -------- | ------------------------------------------------------------------------------------------- | ----------- | --------------------- | --------------------------------------------- | ------------------------ | --------------------------------- |
|          | Alternativa Democrática Nacional                                                            | ADN         | Miguel Pita           | Tradicionalismo Nacionalismo                  | Extrema-direita          |                                   |
|          | Bloco de Esquerda                                                                           | B.E.        | Roberto Almada        | Socialismo Populismo de esquerda              | Esquerda                 | "O Bloco faz falta"               |
|          | CDS – Partido Popular                                                                       | CDS-PP      | José Manuel Rodrigues | Conservadorismo Liberalismo económico         | Direita                  | "Um voto seguro"                  |
|          | Coligação Democrática Unitária - Partido Comunista Português - Partido Ecologista Os Verdes | PCP-PEV     | Edgar Silva           | Comunismo Ecossocialismo                      | Esquerda                 | "A voz e força dos teus direitos" |
|          | Chega                                                                                       | CH          | Miguel Castro         | Conservadorismo nacional Populismo de direita | Extrema-direita          | "Vamos limpar a Madeira de vez!"  |
|          | Força Madeira - Partido Trabalhista Português - Partido da Terra - Reagir Incluir Reciclar  | PTP.MPT.RIR | Raquel Coelho         |                                               |                          |                                   |
|          | Iniciativa Liberal                                                                          | IL          | Gonçalo Maia Camelo   | Liberalismo económico Liberalismo cultural    | Centro-direita a Direita | "Madeira com futuro"              |
|          | Juntos Pelo Povo                                                                            | JPP         | Élvio Sousa           | Regionalismo Liberalismo social               | Centro                   | "Estamos prontos!"                |
|          | Livre                                                                                       | L           | Marta Sofia           | Ambientalismo Progressismo                    | Centro-esquerda          | "Coragem de ser LIVRE"            |
|          | Nova Direita                                                                                | ND          | Paulo Ricardo Azevedo | Conservadorismo                               | Direita                  |                                   |
|          | Pessoas-Animais-Natureza                                                                    | PAN         | Mónica Freitas        | Direitos dos animais Ambientalismo            | Centro-esquerda          | "Semear a esperança"              |
|          | Partido Popular Monárquico                                                                  | PPM         | Paulo Brito           | Monarquismo                                   | Direita                  |                                   |
|          | Partido Socialista                                                                          | PS          | Paulo Cafôfo          | Social Democracia Progressismo                | Centro-esquerda          | "Estabilidade e Compromisso"      |
|          | Partido Social Democrata                                                                    | PPD/PSD     | Miguel Albuquerque    | Liberalismo económico Conservadorismo liberal | Centro-direita a Direita | "Vota Pela Madeira"               |

## Sondagens
Na tabela abaixo estão listados os resultados das sondagens numa ordem cronológica inversa, isto é, mostrando primeiro os mais recentes. O valor de maior percentagem em cada sondagem é destacado a negrito e com o fundo da cor do partido em questão. Os resultados das sondagens estão com a data do levantamento, não com a data da sua publicação.
| Instituto de sondagem | Data de realização | Tamanho amostral | PSD     | CDS–PP         | PS  | JPP     | CDU   | BE      | IL      | PAN | CH |   |   |       |
| --------------------- | ------------------ | ---------------- | ------- | -------------- | --- | ------- | ----- | ------- | ------- | --- | -- | - | - | ----- |
| Instituto de sondagem | Data de realização | Tamanho amostral | Aximage | 07–17 Mar 2025 | 561 | 38.0 21 | 2.6 1 | 20.9 11 | 19.7 10 | 0   | 0  | 0 | 0 | 8.2 4 |